# Lida Shaw King

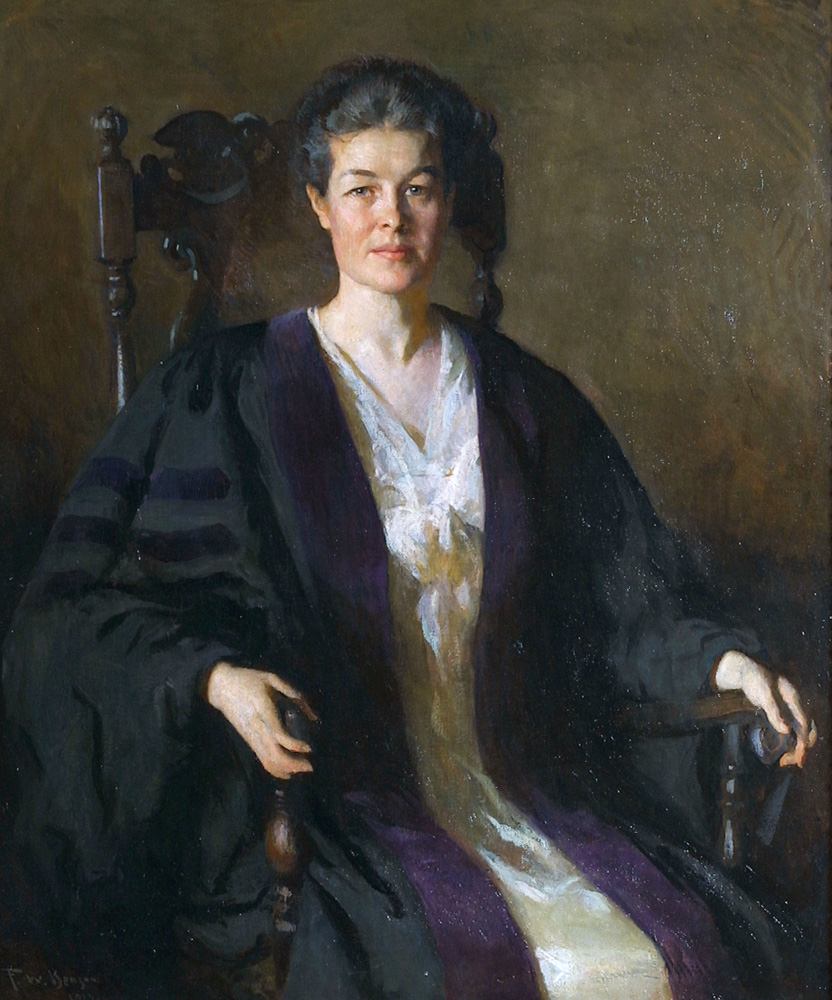
Porträt von Lida Shaw King, gemalt von Frank Weston Benson

Lida Shaw King (* 15. September 1868 in Boston; † 10. Januar 1932 in Providence) war eine US-amerikanische Archäologin und Altphilologin. Von 1909 bis 1922 war sie Professorin für klassische Literatur und Archäologie an der Brown University.

## Leben
King wurde 1868 als Tochter des Baptisten-Pfarrers Henry Melville King und dessen Ehefrau Susan Ellen geboren und von ihrer Großmutter aufgezogen. Sie absolvierte 1890 erfolgreich ein Studium der Altertumswissenschaften am Vassar College und erwarb 1894 einen Master-Abschluss an der Brown University. Sie unterrichtete dann als Dozentin für Griechisch und Latein am Vassar College (1894/95). Anschließend vertiefte sie ihr Studium am Radcliffe College (1897/98), am Bryn Mawr College (1899/1900) und an der American School of Classical Studies in Athen (1900/01). Obwohl die Schule von sieben Männern und acht Frauen besucht wurde, war es Frauen nicht erlaubt, an Ausgrabungen teilzunehmen. Zwar durften die Frauen mitreisen und zeichnen, doch waren ihnen direkte Ausgrabungsarbeiten verboten. Die Studentin Harriet Boyd-Hawes grub dann als erste Frau auf Kreta und finanzierte die Arbeiten mit ihrem Stipendium. King war davon so beeindruckt, dass sie mit einigen Professoren und ihrer Kommilitonin Ida Thallon eine Ausgrabung in Vari finanzierte, um daran teilnehmen zu können. Ausgrabungsleiter Charles Weller zögerte kurz, beschloss aber, dass die beiden Frauen teilnehmen durften, da sie die Ausgrabungen auch mitfinanziert hatten. Nach den Ausgrabungen war King für die Erfassung der Vasen, Terrakottastatuen und Bronzen sowie weitere Kleinobjekte zuständig.
Sie unterrichtete dann von 1894 bis 1897 Klassische Altertumswissenschaften am Vassar College und 1898/99 und 1901/02 am Packer Collegiate Institute. 1905 wurde sie außerordentliche Professorin für Altphilologie an der Brown University und Dekanin am Women’s College der Brown University (heute Pembroke College), wo sie bis 1922 blieb. 1909 wurde sie Professorin für Klassische Literatur und Archäologie. Sie schrieb zahlreiche Beiträge für das American Journal of Archaeology.
1922 gab sie alle ihre Positionen aus gesundheitlichen Gründen auf. King starb 1932 in Providence.

## Schriften
- mit Ida Carleton Thallon Hill: Decorated Architectural Terracottas. (= Corinth excavation reports Band 4, Teil 1), American School of Classical Studies at Athens, Harvard University Press, Cambridge 1929